# Samaritánský Pentateuch

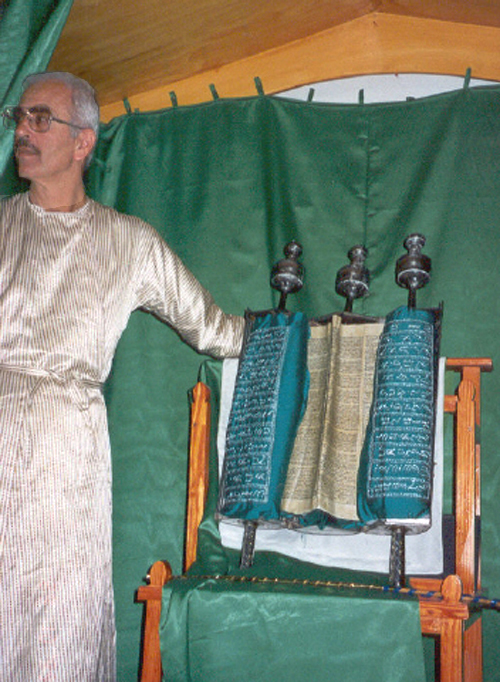
muž se samaritánskou Tórou

Samaritánský Pentateuch (hebrejsky: תורה שומרונית ), je text pěti knih Mojžíšových tradovaný Samaritány v podobě samaritánského písma. Vznik je datován do roku 100 př. n. l. Samaritánskému Pentateuchu jsou velmi blízké nálezy z Kumránu a je možné, že pro něj byly vzorem. Samaritánský Pentateuch zdůrazňuje roli hory Gerizím a Šekemu, čímž ukazuje na specifika samaritánského náboženství.